# Maurice Lévy-Leboyer
Maurice Lévy-Leboyer (geboren am 10. Juni 1920 in Paris; gestorben am  27. September 2014 ebenda) war ein französischer Wirtschaftshistoriker. In seinem Nachruf auf ihn beschreibt Patrick Fridenson in Le Monde ihn als den „führende[n] Wirtschaftshistoriker Frankreichs in der Generation nach Fernand Braudel und Ernest Labrousse“.

## Leben und Wirken
Lévy-Leboyer wurde 1920 in eine bürgerliche Elsässisch-Jüdische Familie geboren, die in Ribeauvillé (Haut-Rhin) mit Wein handelte. Der Handel kam infolge der Reblauskrise zum Erliegen; der Vater verlegte sich deshalb auf den Diamantenhandel in Chile und später in Paris. Die Mutter war Malerin. Sein jüngerer Bruder war Frédérick Leboyer, ein prominenter Gynäkologe und Geburtshelfer.

### Im Zweiten Weltkrieg
Die deutsche Besetzung Frankreichs im Zweiten Weltkrieg veränderte sein Leben von Grund auf. Das vom Vichy-Staat erlassene Judenstatut hinderte ihn, sich an der École normale supérieure zu bewerben. Er studierte Geschichte in Caen und Montpellier, bevor er nach Megève (Département Haute-Savoie) flüchtete, sich gefälschte Papiere auf den Namen Leboyer besorgte und Geschichtslehrer an einer Privatschule wurde.
Er trat dem Geheimdienstnetzwerk Alliance der Résistance bei. Zusammen mit anderen Widerstandskämpfern gelang es ihm, Gruppen von jüdischen Kindern in die Schweiz zu schmuggeln. 1944 nahm er an den Kämpfen zur Befreiung von Ober-Savoyen teil. Im Oktober 1944 wurde er in den Nachrichtendienst aufgenommen, den er im August 1945 verließ, nachdem er mit Stéphane Hessel und Daniel Cordier das Weißbuch des BCRA (Bureau central de renseignements et d’action), des Nachrichten- und Geheimdienstes des Freien Frankreichs verfasst hatte.

### Forschungsarbeiten
Er studierte Wirtschaftswissenschaften in Grenoble und absolvierte lange Forschungsaufenthalte im Ausland. Dank des Kulturberaters des französischen Botschafters in New York, Claude Lévi-Strauss, erhielt er ein Stipendium für Harvard (als dort Schumpeter lehrte). Danach ging er  an die London School of Economics und kehrte später nach Harvard zurück, wo er mit dem Historiker Alfred Chandler, dem Wiederbegründer der Unternehmensgeschichte, zusammenarbeitete.

### Lehrtätigkeit
Er arbeitete in der Folgezeit als Lehrkraft an der Universität Paris-Nanterre, dem Institut d’études politiques de Grenoble, an der École nationale d’administration, dem Institut d’études politiques de Paris und der ENSAE ParisTech.
1974 begründete er zusammen mit Jean Bouvier den Studiengang DEA d’histoire économique (entspricht in etwa einem deutschen Abschluss nach fünfjährigem forschungsbezogenen Hochschulstudium – Vorabschluss zur Promotion).
Er war Vorsitzender des Comité pour l’histoire économique et financière de la France (CHEFF), einer französischen Einrichtung, die dem Generalsekretariat des Wirtschafts- und Finanzministeriums angegliedert war und 1986 gegründet wurde, um zur Erforschung der Wirtschaftsgeschichte Frankreichs beizutragen. Der Erlass vom 28. Juli 2006 änderte die vorherigen Erlasse und ordnete das Komitee dem IGPDE (Institut de la gestion publique et du développement économique) zu, dessen Aufgabe es ist, zu einer besseren Kenntnis der Geschichte des Staates und seiner Rolle in den Bereichen Wirtschaft, Währung, Finanzen und Industrie vom Mittelalter bis zur Gegenwart beizutragen.

## Die Forschungsarbeit

### Die Geschichte der Industrialisierung Frankreichs
Maurice Lévy-Leboyer legte die Eigenständigkeit des französischen Industrialisierungsmodells im Verhältnis zum britischen Modell dar. Er kämpfte sein ganzes Leben lang gegen die hergebrachte Vorstellung von einer französischen Rückständigkeit oder eines französischen Niedergangs an. Seiner Meinung nach hatte sich die französische Produktionsstruktur besonders gut an die französischen Eigenheiten und Strukturen angepasst. Wenn Frankreich sich auf Produktionen mit hoher Wertschöpfung spezialisiert hat, wie z. B. die handwerkliche Seidenproduktion der Canuts, so lag das daran, dass Frankreich überwiegend ländlich geprägt war und daher nicht mit Großbritannien konkurrieren konnte, indem sie auf Produktivität setzte. Der französische Bauer war auch Handwerker. In England dagegen gingen große Teile der Landbevölkerung in die  Fabriken. Frankreich stieß also nicht frontal auf die englische Konkurrenz, sondern verfolgte eher eine Umgehungsstrategie, indem es sein Know-how und die Qualität seiner Produkte hervorhob.

## Schriften
- Les Banques européennes et l’industrialisation internationale dans la première moitié du XIXe siècle., PUF, Paris 1964.
- Le Revenu agricole et la rente foncière en Basse-Normandie : étude de croissance régionale., Klincksieck, Paris 1972.
- La Position internationale de la France: aspects économiques et financiers, XIXe-XXe siècles., herausgegeben von der Association française des historiens économistes, 2. Congrès national, Paris et Nanterre, 5.–6. Oktober 1973, Editions de l’EHESS, Jean Touzot, Paris 1977.
- L’Histoire économique et sociale de la France sur 1789–1880 (PUF, Mitarbeit bei zwei Bänden 1976–1977).
  - deutsch: Wirtschaft und Gesellschaft in Frankreich im Zeitalter der Industrialisierung, 1789–1880: Bd. 1 und 2, Syndikat, Frankfurt am Main 1988.
- Mit François Bourguignon: L’Économie française au IXe siècle: analyse macro-économique, Economisa, 1986
  - in englischer Übersetzung erschienen als: The French economy in the nineteenth century: an essay in econometric analysis. bei Cambridge University Press, Cambridge 1990.

### Als Herausgeber
- Le Patronat de la seconde industrialisation., Editions ouvrières & Maison des sciences de l’homme, Paris 1979.
- L’Histoire générale de l’électricité en France., Band iI, Fayard, Paris 1995.
- L’Histoire de la France industrielle., Larousse, Paris 1997.
- Multinational enterprise in historical perspective., Cambridge University Press & Maison des sciences de l’homme, Cambridge 1989 (als Herausgeber zusammen mit Alice Teichovaê und Helga Nussbaum).
- Entre l’État et le marché. L’économie française des années 1880 à nos jours. Gallimard, Paris 1991. (als Herausgeber zusammen mit Jean-Claude Casanova).
- L’économie française dans la compétition internationale au XXe siècle.  Colloque des 3 et 4 octobre 2002. (Comité pour l’histoire économique et financière de la France, Paris 2006) (als Mitherausgeber).